# Ștefan Mușoiu
Ștefan Mușoiu (ur. 16 czerwca 1975 w Bukareszcie) – rumuński polityk i samorządowiec, poseł do Izby Deputowanych, poseł do Parlamentu Europejskiego X kadencji.

## Życiorys
Z wykształcenia inżynier, specjalista w zakresie elektromechaniki. W 2002 ukończył studia na Uniwersytecie Politechnicznym w Bukareszcie. W 2011 został absolwentem inżynierii przemysłowej na Universitatea Ecologică din București. Uzyskał też magisterium z zarządzania politycznego. Był wiceprezesem fundacji Tineret Mileniul III i technikiem w stacji telewizyjnej Antena 1. Potem pracował na menedżerskim stanowisku w spółce prawa handlowego w mieście Slobozia. Zaangażował w działalność polityczną w ramach Partii Socjaldemokratycznej. Od 2008 był wiceprzewodniczącym rady okręgu Jałomica. W 2014 stanął na czele okręgowych struktur PSD.
W 2016 po raz pierwszy uzyskał mandat posła do Izby Deputowanych. Z powodzeniem ubiegał się o reelekcję w wyborach w 2020. W 2024 został natomiast wybrany do Parlamentu Europejskiego X kadencji.